# The Loves of Carmen (1948)
The Loves of Carmen is een Amerikaanse dramafilm uit 1948 onder regie van Charles Vidor. Destijds werd de film in Nederland uitgebracht onder de titel Liefdeleven van Carmen.

## Verhaal
De verleidelijke zigeunerin Carmen brengt het hoofd van elke man op hol. Als ze wordt gearresteerd vanwege een opstootje, wordt ook de politieofficier Don José verliefd op haar. Hij komt er te laat achter dat Carmen zijn leven zal verwoesten.

## Rolverdeling
| Acteur            | Personage    |
| ----------------- | ------------ |
| Rita Hayworth     | Carmen       |
| Glenn Ford        | Don José     |
| Ron Randell       | Andrés       |
| Victor Jory       | García       |
| Luther Adler      | Dancaire     |
| Arnold Moss       | Kolonel      |
| Joseph Buloff     | Remendado    |
| Margaret Wycherly | Oud vrouwtje |
| Bernard Nedell    | Pablo        |
| John Baragrey     | Lucas        |